# MGM Macau
MGM Macau (originalmente conocido como MGM Grand Macau) es un hotel y casino situado en Macao. Bajo una subconcesión aprobada por el gobierno de la ciudad, el casino opera como una empresa conjunta entre MGM Resorts International y Pansy Ho, hija del magnate Stanley Ho.